# Бутирське (село)
Бути́рське (рос. Бутырское) — село у складі Мішкинського району Курганської області, Росія. Адміністративний центр та єдиний населений пункт Рождественської сільської ради.
Населення — 284 особи (2017; 328 у 2010, 365 у 2002).